# Biotechnologie, Agronomie, Société et Environnement
Biotechnologie, Agronomie, Société et Environnement (ook BASE) is een internationaal, aan collegiale toetsing onderworpen open access wetenschappelijk tijdschrift op het gebied van de landbouwkunde en milieuwetenschappen. De naam wordt in literatuurverwijzingen meestal afgekort tot Biotechnol. Agron. Soc. Environ. Het wordt uitgegeven door Presses agronomiques de Gembloux namens het Centre de recherches agronomiques, Gembloux. Een kleine meerderheid van de auteurs is verbonden aan dit centrum. Het tijdschrift verschijnt 4 keer per jaar; het eerste nummer verscheen in 1997.